# أوتو زدانسكي
أوتو زدانسكي (بالألمانية: Otto Zdansky)‏ اسمه الكامل هو أوتو كارل جوزيف زدانسكي ولد يوم 28 نوفمبر 1894 في فيينا وتوفي يوم 26 ديسمبر 1988 في أوبسالا هو عالم حفريات نمساوي.

## السيرة الشخصية
تخرج من المدرسة الفلسفية في جامعة فيينا في علم الحفريات في 21 مارس 1921 مع درجة الدكتوراه الأكاديمية في (الأطروحة: "Über die Temporalregion des Schildkrötenschädels").
اشتهر بعمله في الصين حيث قام كمساعد لليوهان جونار أندرسون باكتشاف أحد الأحفوريات لرجل بكين في عام 1921 في تل التنين بون، على الرغم من أنه لم يكشف عنها حتى عام 1926 عندما نشرت في الطبيعة بعد تحليل من قبل ديفيدسون بلاك. كما يشتهر بحفرياته الخاصة بحفريات الثدييات في منطقة باود كاونتي (باو تي هسين) بمقاطعة شانشي. اكتشف زدانسكي في عام 1923 أحافير ديناصور ساوبوبود "Euhelopus zdanskyi" سميت بعد ذلك باسمه.